# Serpusia
Serpusia is een geslacht van rechtvleugeligen uit de familie veldsprinkhanen (Acrididae). De wetenschappelijke naam van dit geslacht is voor het eerst geldig gepubliceerd in 1891 door Karsch.

## Soorten
Het geslacht Serpusia omvat de volgende soorten:
- Serpusia blanchardi Bolívar, 1905
- Serpusia catamita Karsch, 1893
- Serpusia inflata Ramme, 1929
- Serpusia lemarineli Bolívar, 1911
- Serpusia opacula Karsch, 1891
- Serpusia succursor Karsch, 1896